# Serrasentoides fistulariae
Serrasentoides fistulariae is een soort in de taxonomische indeling van de Acanthocephala (haakwormen). De worm wordt meestal 1 tot 2 cm lang. Ze komen algemeen voor in het maag-darmstelsel van ongewervelden, vissen, amfibieën, vogels en zoogdieren.
De haakworm komt uit het geslacht Serrasentoides en behoort tot de familie Rhadinorhynchidae. Serrasentoides fistulariae werd in 1971 beschreven door Parukhin.